# Kuća boga Anubisa
Kuća boga Anubisa je televizijska serija razvijena za Nickelodeon. Napravljena je na osnovi belgijske televizijske serije Het Huis Anubis. Seriju su napravili Hans Bourlon i Gert Verhulst i bila je prikazivana na Nickelodeonu od 1. siječnja 2011. u SAD-u i od 25. veljače 2011. u Ujedinjenom Kraljevstvu. Serija je bila prva serija emitirana na Nickelodeonu koja je bila snimljena izvan SAD-a i prva u formatu telenovele. na kanalu. Serija je bila prikazivana od 1. siječnja 2011. do 17. lipnja 2013. godine.

## Radnja

### Prva sezona
Kuća boga Anubisa je rezidencija u engleskom internatu izgrađena u ranim 1900-ima. Kuća je dom devetero djece koje pazi strogi vlasnik, Victor Rodenmaar Jr (Francis Magee). Američka djevojka Nina Martin (Nathalia Ramos) se useli u kuću Anubisa, no u isto vrijeme druga djevojka, Joy Mercer (Klariza Clayton), sumnjivo i bez upozorenja nestane nakon što ju glavni učitelj, Eric Sweet (Paul Anthony-Barber), odvede u kombi iza škole, nakon toga, osoblje se riješi svih tragova Joy, osim onoga što je ostavila u kući Anubisa. Joyina najbolja prijateljica, Patricia Williamson (Jade Ramsey), nije zadovoljna s ovim vijestima i čim vidi Ninu, pomisli da je ona kriva za sve. Sljedeći dan, nesretna Nina ode u školu prije sviju, no zaustavi ju starija gospođa. Objasni da je Kuća boga Anubisa njezin dom i da se zove Sarah (Rita Davies), no nikad ne kaže svoje prezime. Nina ju odvede u starački dom, i radnica tamo ju zove "Emily", iako joj to nije ime. Sarah Nini kaže da se "Pazi Crne Ptice", preparirane vrane Victora. Nakon još par dana, Patricia izmisli lažnu inicijaciju koja će namamiti Ninu da prizna da je Joy nestala zbog nje, uz pomoć druga dva učenika, Jerome Clarcke (Eugene Simon) i Alfie Lewis (Alex Sawyer). Odvede Ninu na tavan i zaključa ju, Nina kaže da ne zna ništa o Joy, pa ju Patricia ostavi tamo i baci ključ za tavan kroz prozor. U tavanu Nina slučajno otkrije tajnu skrivenu mnogo godina, o kojoj nije znao nitko u kući. Tajnu krije snimljen dnevnik skriven u sobi koju Nina otključa ogrlicom koju joj je Sarah dala. Dnevnike je snimila Sarah, i u njima opisuje povijest i razne misterije u kući, koje planiraju otkriti Nina i njen prijatelj Fabian Rutter (Brad Kavanagh), a kasnije im se pridruže Amber Millington (Ana Mulvoy-Ten), nakon što joj Nina slučajno oda tajnu, i Alfie, nakon što ga Amber i Fabian uvjere da sve ove tajne imaju veze s vanzemaljcima. Još prije toga im se Patricia pridružila nakon što su se ona i Nina pomirile. Pomirile su se nakon što je Patricia zaposlila privatnog istraživača, Rufus "Ranee Zeldman" Zeno (Roger Barclay), da joj pomogne otkriti što se dogodilo Joy, i zašto joj nitko ne pomaže otkriti što se dogodilo. No nakon što je Rufus saznao da je Patricia rekla Nini o njemu, odveo ju je u staru napuštenu kuću, ali su je Nina, Amber i Fabian spasili jer nastavnici nisu htjeli da itko zna o Rufusu. Svi zajedno sklope grupu "Sibuna" (Anubis unazad). U međuvremenu Jerome sazna da Rufus postoji, ali Rufus želi da sve bude njihova tajna, i da neće ništa napraviti Jeromeu ako mu donese dijelove šalice Ankha i da ju Joy mora napraviti, jer je ona odabrana. Kasnije svi saznaju da je Nina zapravo odabrana, jer se rodila sedmog srpnja u sedam u jutro, i Sibuna pokušaju napraviti šalicu Ankha bez da itko primijeti. Mara Jaffray (Tasie Dharnaj), Mick Campbell (Bobby Lockwood) i domaćica Trudy Rehmann (Mina Anwar) nemaju pojma da se sve ovo događa.

### Druga sezona
Nina je šalicu Ankha sakrila u maloj kutijici u podrumu, i slučajno oslobodila Senkharu (Sophiya Haque), zaboravljenu Egipatsku kraljevnu (koja je mrtva, i vrati se kao duh). Nina samo želi da Fabian zna za Senkharu, i da samo on njoj pomogne vratiti što joj treba, masku boga Anubisa, i onaj koji nosi masku će živjeti vječno sa Senkharom. Također im se vratila Joy, a uz nju se uselio novi učenik, Eddison "Eddie Miller" Sweet (Burkely Duffield), koji čuva tajnu da mu je glavni učitelj zapravo otac. U zadnjoj epizodi saznaju da je Eddie "Ozirian", nasljednik boga Ozirisa, i suprotan od odabrane, Nine. Kasnije se Nini pridruži cijela Sibuna, i nakon mnogih teških zadataka, i nakon što im se Joy pridruži, napokon pronađu masku. Dok svi rješavaju zadatke, Victor zaposli novu domaćicu, Veru Devenish (Poppy Miller), koja potajno radi s Rufusom i knjižničarom, Jasper Choudhary (Sartaj Garewal), i moraju mu donijeti sve stvari koje su posjedovali obitelj Frobisher-Smythe (obitelj koja je izgradila kuću boga Anubisa), kasnije Jerome sazna za sve, ali ga zarobi Rufus. U zadnjoj epizodi Sibuna se riješi lažne maske i Rufus ukrade pravu, i Eddie iskoristi moći Oziriana i protjera Rufusa i Senkharu u podzemlje, Vera je otpuštena i svi se, bez ikakvog problema vrate u kuću za ples.

### Treća sezona
Svi učenici kuće se vrate osim Micka, koji se odselio u Australiju, i Nine. Nitko ne zna zašto se Nina nije vratila. Kasnije saznaju da Nina nije došla jer odabrana i Ozirian ne smiju biti ni blizu jedna drugom, jer će snositi posljedice. Nakon što se svi vrate u svoju sobu, Eddie ima viziju mlade dame koja sjedi u bolnici pored njezinog djeda, koji joj dadne ključ, a ne kaže kakve koristi ima, i umre nakon toga. Eddie ode niz stepenice i zabije se u novu učenicu, K.T. Rush (Alexandra Shipp), djevojka iz Amerike koju je vidio u svojoj viziji. Ona mu objasni da joj je djed rekao da se useli u Kuću boga Anubisa bez objašnjenja. U međuvremenu učenici ponovno sklope Sibunu, ali bez Joy, jer je ona htjela biti s Fabijanom, no Fabiana nije bilo briga za nju nakon što se odselila Nina. Tijekom Amberinog rođendana, đaci sakriju svu poštu koja sadrži njene poklone da ju iznenade na kraju dana, ali Victor je također naručio prapovijesnu narukvicu, za koju mu je rekla nova učiteljica, Harriet Denby (Susy Kane). Alfie, koji nije ništa kupio Amber iako joj je dečko, laže Amber i kaže da joj je to njegov dar. Čuvaju tu narukvicu kao tajnu od Victora, jer su sigurni da će im trebati u budućnosti. Amber se također želi preseliti u Ameriku radi odlične modne škole za koju je čula. Eddie i K.T. u međuvremenu potajno uđu i Harrietinu kuću, gdje pronađu zamrznuto tijelo Roberta Frobisher-Smythea (John Sackville), K.T.-in pradjed koji je bio proklet u 1922 nakon što su njegovi prijatelji krali iz grobnice. Njegovi prijatelji su bili pradjedovi Alfiea i Jeromea i prababe Joy i Patricie, učenici koje Harriet, Victor i Eric poznaju kao "potomci". Sibuna također saznaju za Roberta kad oni odu u Harrietinu kuću, ali samo Amber vidi da je on zapravo tamo, prije nego što se odseli u Ameriku, Victoru dadne lažnu narukvicu i oprosti se sa Sibunom, Eddiem i K.T., i svima kaže za Roberta, i da im treba njena narukvica za inicijaciju koja će ga probuditi. Nakon mnogo pokušaja, Harriet, Victor i Eric sklope svoju inicijaciju, i namame potomke da im se pridruže, ali uspiju zaustaviti inicijaciju, no zakasne, i Robert se probudi. Eddie također ima viziju starije gospođe, prave Harriet Denby (Bryony Afferson), a njihova učiteljica je njena usvojena sestra, Caroline Denby. Harriet ima mnogo informacija o Robertu, i zlu koje će nastati kad se probudi. Svi saznaju da su zakasnili i sve što sad mogu je saznati koji je njegov plani, i izbjeći sve njegove zamke. Robert ima 5 praznih sarkofaga u koje treba staviti 5 grešnika, što će probuditi Ammut, biće koje će preuzeti duše sviju na Zemlji i pomoći Robertu preuzeti svijet. Grešnici su Victor (Škrtost), Patricia (Srditost), prva Sibuna koja je postala grešnik, uspjela je zavarati sviju i uvjeriti ih da je K.T. grešnik, Eric (Zavist), Fabian (Oholost) i Alfie (također srditost). Uz ne namjernu pomoć Eddiea i K.T., Ammut se probudi i pronađe mnogo duša i pretvori ih u grešnike. Svi, osim nove učenice Willow (Louisa Connolly-Burnham) postanu zli, i Harriet se vrati, objasni da je Willow uredu radi K.T.-inog ključa koji je uzela, ključ je K.T.-in djed dao njoj da je štiti od Ammut. Pokušaju ukrasti Carolinin ključ da zaustave Ammut, ali Caroline sazna što pokušavaju napraviti i pretvori K.T. i Willow u grešnice, ali bez objašnjenja je K.T. sasvim uredu, zato što je Harriet potajno stavila ključ u njen džep. Caroline pokuša objasniti Ammut da mogu zajedno vladati svijet, ali baš tad, K.T., Eddie i Harriet dođu, glumeći da su grešnici. Ammut sazna da nisu pravi grešnici i naljuti se na Caroline. Carolinin ključ trebaju staviti Ammutinu kapsulu i riješiti se je, ali Robert K.T. pokuša uvjeriti da je to loša ideja, jer će Robert ostariti i imati koliko godina bi imao da nikad nije bio smrznut. K.T. ne zna što učiniti, pa Eddie sam zaključa Ammutinu kapsulu. Ammut proždere Caroline i nestane zauvijek. Robert ostari i ode u Egipat s Harriet, svi se vrate nazad i više se ne ponašaju zlo, Jerome i Joy se poljube, isto tako Eddie i Patricia, Alfie i Willow, i napokon Mara i Fabian.

### The Touchstone of Ra
Učenici kuće boga Anubisa su spremni za diplomiranje. Prije nego što završi zadnji sat, Eric najavi da će Mara biti učenica koja daje oproštajni govor, što rastuži Fabiana. Kad se vrate kući, cure pronađu dvije mlađe učenice, Erin Blakewood (Kae Alexander) i Cassie Tate (Roxy Fitzgerald). Dečki također pronađu mlađeg učenika, Dexter "Dex" Lloyd (Jake Davis), u kuhinji. Trudy im objasni da se njihova škole renovira, pa su se preselili u Anubisovu kuću. Također im se pridruži Sophia Danae (Claudia Jessie), kojoj se sviđa Eddie, no Patricia joj ne da da mu se približi. Svi se okupe u hodniku i Victor kaže da idu na ekshibiciju u muzej povijesti. Sophia, Eddie i Dex pronađu tajnu sobu u kojoj se nalazi kamen Boga Ra. Jedan od stražara kaže da je kamen jedan od četiri kamena s kojim se može složiti piramida Ra. Onaj koji složi piramidu i pronađe žrtvu dobit će svo zlato Ra. Kasnije na večeri, Victor i Eric saznaju da je netko ukrao kamen Ra iz muzeja. Učenici pokušaju sakriti kamen ali Victor ga pronađe u Alfievoj ruci. Victor i Eric odu u školu nakon što nestane struja da ju pokušaju vratiti, i nakon što odu Patricia kaže svima za podrum. Ona ih odvede u podrum i odluči da svi zajedno provedu noć u njemu. Svi se zabavljaju dok se struja ne vrati i Victor i Eric se vrate. Victor pronađe sviju osim Sibuna, Sophie i Mare. Sibuna odluči dopustiti Sophiji da im se pridruži, i čim Mara to vidi, pita se što se događa. Sibuna i ona se slože da će to biti njihova tajna, i za sad se slože sakriti kamen. 
Kasnije Sophia ukrade kamen i sakrije ga od Sibune. Otkriveno je da je sakrila mnoge druge tajne, kao da je živjela više od stotinu godina. Na kraju napravi piramidu Ra i pokuša žrtvovati Maru, no Eddie žrtvuje sebe. Kao kazna, Ra pretvori Sophiju u kip, i Eddie preživi bez svojih moći Oziriana. Na kraju se svi vrate na tulum diplomiranja gdje Victor napusti kuću. 

## Likovi i postava

### Glavni likovi
| Ime lika                     | Glumac/Glumica           | Hrvatski glas         | Epizode u kojim se lik pojavljuje   | Sezone u kojim se lik pojavljuje |
| ---------------------------- | ------------------------ | --------------------- | ----------------------------------- | -------------------------------- |
| Nina Martin                  | Nathalia Ramos           | Nina Benović (?)      | 1. – 150.                           | 1. – 2.                          |
| Fabian Rutter                | Brad Kavanagh            | ???                   | 1. – 191.                           | 1. – 3.                          |
| Patricia Williamson          | Jade Ramsey              | Karmen Sunčana Lovrić | 1. – 191.                           | 1. – 3.                          |
| Amber Millington             | Ana Mulvoy-Ten           | ???                   | 1. – 160.                           | 1. – 3.                          |
| Mick Campbell                | Bobby Lockwood           | ???                   | 1. – 72., 141. – 150.               | 1. – 2.                          |
| Mara Jaffray                 | Tasie Dharnaj (Lawrence) | ???                   | 1. – 191.                           | 1. – 2.                          |
| Jerome Clarcke               | Eugene Simon             | ???                   | 1. – 191.                           | 1. – 3.                          |
| Alfie (Alfred) Lewis         | Alex Sawyer              | ???                   | 1. – 191.                           | 1. – 3.                          |
| Joy Mercer                   | Klariza Clayton          | ???                   | 1., 29. – 32., 37., 47., 56. – 191. | 1. – 3.                          |
| Eddison "Eddie Miller" Sweet | Burkely Duffield         | ???                   | 75. – 191.                          | 2. – 3.                          |
| Willow Jenks                 | Louisa Conolly-Burnham   | ???                   | 151. – 191.                         | 3.                               |
| K.T. (Kara Tatiana) Rush     | Alexandra Shipp          | ???                   | 151. – 191.                         | 3.                               |

### Sporedni likovi
| Ime lika                             | Glumac/Glumica     | Hrvatski glas | Epizode u kojim se lik pojavljuje | Sezone u kojim se lik pojavljuje             |
| ------------------------------------ | ------------------ | ------------- | --------------------------------- | -------------------------------------------- |
| Victor Rodenmaar Jr.                 | Francis Magee      | ???           | 1. – 191.                         | 1. – 3.                                      |
| Trudy Rehman                         | Mina Anwar         | ???           | 1. – 191.                         | 1. – 3.                                      |
| Gđa. Daphne Andrews                  | Julia Deakin       | ???           | 1. – 108.                         | 1. – 3.                                      |
| G. Eric Sweet                        | Paul Antony-Barber | ???           | 1. – 191.                         | 1. – 3.                                      |
| Rufus "Renee Zeldman" Zeno           | Roger Barclay      | ???           | 12. – 60., 129. – 150.            | 1. – 2.                                      |
| Sarah "Emily Grant" Frobisher-Smythe | Rita Davies        | ???           | 3. – 45., 60.                     | Tjelesno u prvoj, kao nevidljiv duh u drugoj |
| Jason Winkler                        | Jack Donnelly      | ???           | 5. – 60.                          | 1.                                           |
| Vodnik Roebuck                       | Nicholas Bailey    | ???           | 8. – 60.                          | 1.                                           |
| Ade Rutter                           | Simon Chandler     | ???           | 11. – 33.                         | 1.                                           |
| Esther Robinson                      | Catherine Bailey   | ???           | 15. – 60.                         | 1.                                           |
| Frederick Mercer                     | Michael Lumsden    | ???           | 18. – 60.                         | 1.                                           |
| Sestra Delia                         | Sheri-An Davis     | ???           | 18. – 60.                         | 1.                                           |
| G. Campbell                          | Stephen Beckett    | ???           | 23.                               | 1.                                           |
| G. Lewis                             | Cyril Nri          | ???           | 34. – 35.                         | 1.                                           |
| Gđa. Lewis                           | Sarah Wood         | ???           | 34. – 35.                         | 1.                                           |
| Robbie                               | James Gandhi       | ???           | 44. – 47.                         | 1.                                           |
| Poppy Clarcke                        | Frances Encell     | ???           | 61. – 150.                        | 2.                                           |
| Evelyn Martin                        | Gwyneth Powell     | ???           | 63. – 150.                        | 2.                                           |
| Senkhara                             | Sophiya Haque      | ???           | 63. – 150.                        | 2.                                           |
| Gustav Ziestack                      | Hugh Lee           | ???           | 63. – 150.                        | 2.                                           |
| Jasper Choudhary                     | Sartaj Garewal     | ???           | 67. – 150.                        | 2.                                           |
| Vera Devenish                        | Poppy Miller       | ???           | 73. – 149.                        | 2.                                           |
| Pete Roper                           | Colin Mace         | ???           | 73. – 80.                         | 2.                                           |
| John Clarcke                         | Philip Wright      | ???           | 25. – 150.                        | 2.                                           |
| Zoe Valentine                        | Sarah Paul         | ???           | 110. – 150.                       | 2.                                           |
| Piper Williamson                     | Nikita Ramsey      | ???           | 115. – 123., 186.                 | 2., 3.                                       |
| Djed KT                              | Geoffrey Burton    | ???           | 151.                              | 3.                                           |
| Caroline Denby                       | Susy Kane          | ???           | 115. – 190.                       | 3.                                           |
| Robert Frobisher-Smythe              | John Sackville     | ???           | 115. – 190.                       | 3.                                           |
| Harriet Denby                        | Bryony Afferson    | ???           | 156. – 190.                       | 3.                                           |
| G. Millington                        | Charles Daish      | ???           | 157. – 159.                       | 3.                                           |
| Benjamin "Benji" Reed                | Freddie Boath      | ???           | 177. – 180.                       | 3.                                           |
| Ammut                                | Felicity Gilber    | ???           | 189. – 190.                       | 3.                                           |
| Sophia Danae                         | Claudia Jessie     | ???           | 191.                              | 3.                                           |
| Dexter "Dex" Lloyd                   | Jake Davis         | ???           | 191.                              | 3.                                           |
| Erin Blakewood                       | Kae Alexander      | ???           | 191.                              | 3.                                           |
| Cassie Tate                          | Roxy Fitzgearld    | ???           | 191.                              | 3.                                           |
| G. Cornelian                         | ???                | ???           | 191.                              | 3.                                           |

## Epizode
| Sezona | Sezona   | Broj epizoda | Originalno emitirana | Originalno emitirana |
| ------ | -------- | ------------ | -------------------- | -------------------- |
| Sezona | Sezona   | Broj epizoda | Premijera            | Finale               |
|        | 1        | 60           | 1. siječnja, 2011.   | 19. veljače, 2011.   |
|        | 2        | 90           | 9. siječnja, 2012.   | 9. ožujka, 2012.     |
|        | 3        | 40           | 3. siječnja, 2013.   | 11. travnja, 2013.   |
|        | Specijal | Specijal     | 14. lipnja, 2013.    | 14. lipnja, 2013.    |

## Povijest
Emisija je započela s produkcijom u kolovozu 2009., pod nazivom Anubis House. Emisija je prodana Nickelodeonu u ožujku 2010. Prva sezona je u potpunosti obnovljena od srpnja 2010. do prosinca 2010., a praizvedena je 1. siječnja 2011. u Sjedinjenim Državama. Finale sezone emitirano je 19. veljače 2011. u Sjedinjenim Državama. 25. veljače 2011. Kuća boga Anubisa premijerno je predstavljena u Velikoj Britaniji.
10. ožujka 2011., Nickelodeon je na godišnjem planu najavio drugu sezonu serije. Najavljeno je da će se postavi pridružiti novi lik po imenu Eddie Miller, čiji će lik tumaćiti Burkely Duffield. 21. srpnja 2011. u Liverpoolu je započela proizvodnja za sezonu. 2. Sezona je snimljena od srpnja 2011. do siječnja 2012. 7. siječnja 2012. u Sjedinjenim Državama premijerno je prikazana 2. sezona. Sastojala se od 45 polusatnih epizoda, a finale sezone emitirano je 9. ožujka 2012.
3. sezona emisije najavljena je 16. travnja 2012., što je bio isti dan premijere 2. sezone u Velikoj Britaniji. Nathalia Ramos potvrdila je da se neće vratiti za 3. sezonu jer se htjela usredotočiti na školu i završiti fakultet. 16. srpnja 2012., Bobby Lockwood potvrdio je da se neće vratiti u treću sezonu, ali da će glumiti u novoj CBBC seriji nazvanoj Wolfblood, koja će premijerno biti prikazana kasnije te godine. Istog dana objavljeno je da će u trećoj sezoni biti predstavljen novi lik KT Rush, a portretirat će ju Alexandra Shipp. 26. srpnja 2012. objavljeno je da će se predstaviti još jedan novi lik po imenu Willow Jenks; portretirala Louisa Connolly-Burnham. Proizvodnja je započela u srpnju 2012., a završila u veljači 2013. Sezona je premijerno prikazana 3. siječnja 2013. u Sjedinjenim Državama. Finale sezone kasnije je emitirano 11. travnja 2013. 15. travnja 2013. u Velikoj Britaniji premijerno je prikazana sezona. Sezona je završila u Velikoj Britaniji 7. lipnja 2013. Nickelodeon UK objavio je 21. svibnja 2013. prvi specijal Kuće boga Anubisa, The Touchstone of Ra, koja je bila emitirana 14. lipnja 2013. u Velikoj Britaniji. 30. svibnja 2013., Nickelodeon USA objavio je da će specijal biti na TeenNicku 17. lipnja 2013.

## DVD-ovi
Dana 9. prosinca 2013. cijela prva sezona bila je dostupna na DVD-ovima za prvu regiju. Druga sezona je izašla u dva dijela na DVD-u za prvu regiju, prvi dio je izašao 26. studenog 2013., a ostatak 2. sezone bio je dostupan 15. studenog 2013. Bio je isti slučaj za treću sezonu, i oba DVD-a su za prvu regiju bili dostupni 14. veljače 2014.

## Nagrade i nominacije
| Godina | Nagrada                            | Kategorija                              | Rezultat   |
| ------ | ---------------------------------- | --------------------------------------- | ---------- |
| 2011.  | Nickelodeon UK Kids Choice Award   | Omiljena emisija                        | Pobijedila |
| 2011.  | British Academy Children's Awards  | Najbolja drama                          | Nominirana |
| 2011.  | Kids Choice Awards Argentina       | Omiljena međunarodna serija             | Nominirana |
| 2012.  | Nickelodeon UK Kids' Choice Awards | Omiljena serija Ujedinjenog kraljevstva | Nominirana |
| 2012.  | BAFTA Kids                         | Najbolja emisija                        | Nominirana |
| 2013.  | Nickelodeon UK Kids' Choice Awards | Omiljena serija Ujedinjenog kraljevstva | Pobijedila |

## Ocjene

### Ocjene kritičara
Youth Television News pohvalio je seriju pohvalivši Nickelodeonov pokušaj dramske serije rekavši da "dobra priča uvijek nadmašuje običan sitcom".

### Ocjene gledatelja
Jednosatna premijera serije 1. siječnja 2011. gledalo je prosječno 2,9 milijuna gledatelja u prve dvije epizode. Serija je osvojila 4,0 udjela (846 000 gledatelja) među tinejdžerima 11–17, 4,4 udio (952 000 gledatelja) među djecom 11–15 i 3,5 udio (1,2 milijuna) među djecom 11–18, što je prvo mjesto među svim emisijama i osnovnim kablovski programi u svom vremenskom intervalu u svim demografskim kategorijama prije i za tinejdžere.

## Zanimljivosti
- Kuća boga Anubisa ima sličnosti filmu Indiana Jones i posljednji križarski pohod

## Povezane serije
- Anubis Unlocked
- Het Huis Anubis
- Het Huis Anubis en de Vijf van het Magische Zwaard
- Das Haus Anubis